# Luciano Gaudino
Luciano Gaudino (Pompei, 13 luglio 1958) è un ex calciatore italiano, di ruolo attaccante.

## Carriera

### Club
Cresciuto nelle giovanili della Nocerina, nel 1975 Gaudino è stato acquistato dal Milan. Dopo una stagione nelle giovanili della squadra milanese e un'altra in prestito al Varese in Serie B, ha esordito in Serie A il 27 novembre 1977 in Pescara-Milan, partita vinta a tavolino dai rossoneri. In totale ha disputato con il Milan 12 partite in campionato e 2 in Coppa Italia. Nelle 14 apparizioni in maglia rossonera ha segnato 2 gol, entrambi in campionato e a San Siro, il primo contro la Fiorentina il 29 gennaio 1978 (5-1) e il secondo il 26 marzo dello stesso anno nella partita con la squadra contro cui aveva esordito in Serie A, il Pescara (2-0).

Gaudino in azione con la maglia del

Nel 1978 è passato al Bari, in cui è rimasto per 3 stagioni collezionando 45 presenze e 11 reti, la maggior parte delle quali nella prima stagione con i pugliesi nella quale, a differenza delle successive, è stato titolare.
In seguito è sceso di categoria giocando prima in Serie C1 con Forlì e Virtus Casarano e poi in Serie C2 con Savona, Frosinone e Reggina. Dopo essere tornato al Frosinone nel 1986, con i laziali ha conquistato la promozione in Serie C1 nel 1986-1987. Dopo aver disputato la stagione in Serie C1 con il Frosinone è passato alla Lodigiani in C2 e poi in Interregionale al VJS Velletri, dove ha chiuso la carriera nel 1990.

### Nazionale
Gaudino con la Nazionale italiana Under-20 ha partecipato ai Mondiali di categoria del 1977, durante i quali ha disputato da titolare la seconda partita del girone eliminatorio contro l'Iran (0-0).

## Palmarès

### Club

#### Competizioni giovanili
- Blue Stars/FIFA Youth Cup: 1

Milan: 1977

#### Competizioni nazionali
- Campionato italiano Serie C2: 1

Frosinone: 1986-1987 (girone D)